# Водени биво
Водени биво или Азијски водени биво (лат. Bubalus bubalis) је папкар из породице говеда настањених у Азији од најранијих времена. Крупнији је, али далеко мирније природе од даљег рођака афричког бивола, што је помогло његову доместификацију и чини га захвалном домаћом животињом. Његов рођак Арни или индијски биво може се пронаћи у дивљини у: Пакистану, Индији, Бангладешу, Непалу, Бутану, Вијетнаму и Тајланду. Припитомљени биволи прилично су раширени по Азији, Јужној Америци, северној Африци и Европи. Такође су се одомаћили и постали дивљи у северној Аустралији.
Дивље популације овог бивола живе у Југоисточној Азији, али је њихово порекло непознато. Нагађа се, да потичу од дивљих водених бивола, некоћ припитомљених па опет подивљалих или њиховог укрштања. Резултати филогенетске студије указују на то да је водени биво речног типа вероватно настао у западној Индији и припитомљен пре око 6.300 година, док је мочварни тип настао независно од континенталне југоисточне Азије и припитомљен је пре око 3.000 до 7.000 година. Речни биволи су се прошиили на запад све до Египта, Балкана и Италије; док су се мочварни биволи распршили до остатка југоисточне Азије и до долине Јангце.
Два постојећа типа домаћих водених бивола се признају на основу морфолошких и бихевиоралних критеријума – речни биво Индијског потконтинента и даље на запад до Балкана, Египта, и Италије, и мочварни биво, који је присутан од Асама на западу до југоисточне Азије и до долине реке Јангцекјанг у Кини на истоку. Порекло типова домаћег воденог бивола је предмет дебата, мада резултати филогенетичких студија индицирају да је мочварни тип вероватно потекао из Кине и да је био доместикован пре око 4.000 године, док је речни тип вероватно потекао из Индије и био је доместикован пре око 5.000 година. Мелуци су воденим биволима трговали од цивилизација долине Инда до Месопотамије, у садашњем Ираку пре 2.500. п. н. е. Печат писара који је био у служби Акадског краља садржи приказ подношења воденог бивола као жртве.
Водени биволи су посебно погодни за обраду пиринчаних поља, а њихово млеко је богатије мастима и протеинима од млека музних говеда. Велика популација дивљих животиња настала је у северној Аустралији крајем 19. века, а мања стада дивљих животиња постоје у Папуи Новој Гвинеји, Тунису и североисточној Аргентини. Крда дивљих животиња су такође присутна у Новој Британији, Новој Ирској, Западној Новој Гвинеји, Колумбији, Гвајани, Суринаму, Бразилу и Уругвају.

## Таксономија
Карл Лине је први описао род Bos и воденог бивола под биномским називом Bos bubalis 1758. године; било је познато да се ова врста јавља у Азији и да је држана као домаћи облик у Италији. Елерман и Морисон-Скот су дивље и домаће облике воденог бивола третирали као конспецифичне, док су их други третирали као различите врсте. Номенклаторски третман дивљих и домаћих облика био је недоследан и варира између аутора, те чак и унутар дела појединих аутора.
У марту 2003, Међународна комисија за зоолошку номенклатуру остварила је доследност у именовању дивљих и домаћих водених бивола пресудом да је научни назив Bubalus arnee валидан за дивљи облик. B. bubalis и даље важи за доместиковани облик и примењује се и на дивље популације.
Почетком 1970-их година предложена су различита имена за речне и мочварне врсте водених бивола; речни тип је назван Bubalus bubalis bubalis (Linnaeus, 1758), док је мочварни тип назван Bubalus bubalis carabanensis (Castillo, 1971). Међутим, Bubalus carabanensis се сматра млађим синонимом за Bubalus kerabau Fitzinger, 1860.

## Опис
Одрасли водени биво нарасте од 300 до 600 килограма тежине код припитомљених примерака, а примерци у дивљини могу бити још крупнији (и до 800–1000 kg). Просечна тежина одраслог мужјака је око 900 килограма, а просечна висина рамена око 1,7 m. Бик ове врсте као и свих говеда је раздражљив и напада уколико се њиме лоше поступа, али је биво генерално питома и мирна, чак плашљива животиња. Домаћи биво је стока троструке користи, тако што пре свега може да служи за вучу (50% је јачи од осталих говеда), даје добро млеко, и квалитетно месо. Млеко је далеко богатије витаминима од крављег а квалитетније је и по осталим особинама (нпр. лакше се укисели и од њега се лакше прави сир). Масноћа бивољег млека износи 8-16%, што значи да од 6 литара може да се направи 1 килограм сира. Месо бивола је у свему равно говеђем.
Кожа речног бивола је црна, али неки примерци могу имати тамну кожу боје шкриљаца. Мочварни биволи при рођењу имају сиву кожу, која касније постаје шкриљасто плава. Албиноиди су присутни у неким популацијама. Речни биволи имају дужа лица, мањи обим и веће удове од мочварних бивола. Њихови дорзални гребени се протежу даље уназад и постепено се сужавају. Њихови рогови расту надоле и уназад, а затим се спирално савијају према горе. Мочварски биволи су тешког тела и здепасте грађе, кратког тела и великог стомака. Чело је равно, очи су истакнуте, лице кратко, а њушка широка. Врат је релативно дугачак, а гребен и сапи су истакнути. Дорзални гребен се протеже уназад и нагло се завршава непосредно пре краја грудног коша. Њихови рогови расту према споља и савијају се у полукруг, али увек остају мање-више на равни чела. Реп је кратак, допире само до скочног зглоба. Величина тела и облик рогова могу се значајно разликовати међу расама. Висина у гребену је 129—133 cm (51—52 in) за бикове и 120—127 cm (47—50 in) за краве, али велике јединке могу достићи 160 cm (63 in). Дужина грудве главе у зрелости се обично креће од 240—300 cm (94—118 in) са 60—100 cm (24—39 in) дугим репом. Њихова тежина се креће од 300—550 kg (660—1.210 lb), али су такође примећене тежине преко 1.000 kg (2.200 lb).
Тедонг бонга је пегасти водени бивол јединствене црно-беле боје коју фаворизују Тораџи са Сулавесија.
Мочварни бивол има 48 хромозома, док речни биво има 50 хромозома. Ова два типа се не укрштају лако, али може доћи до плодног потомства. Није примећено да се појављују хибриди воденог бивола и говеда, али ембриони таквих хибрида достижу зрелост у лабораторијским експериментима, иако у нижим стопама него код нехибрида.
Бураг воденог бивола се разликује од бурага осталих преживара. Садржи већу популацију бактерија, посебно целулолитичке бактерије, ниже протозое и зооспоре виших гљива. Поред тога, пронађени су виши нивои амонијачног азота у бурагу (NH4-N) и pH у поређењу са онима код говеда.

## Екологија и понашање
Речни биволи више воле дубоку воду. Мочварни биволи радије се ваљају у блатњавим рупама које праве својим роговима. Током ваљања добијају дебео слој блата. Оба су добро прилагођена топлој и влажној клими са температурама у распону од 0 °C (32 °F) зими до 30 °C (86 °F) и више током лета. Доступност воде је важна у врућим климама, јер су им потребни токови, реке или прскана вода да им помогну у терморегулацији. Неке расе водених бивола су прилагођене сланој обали мора и сланом пешчаном терену.

### Дијета
Водени биволи успевају на многим воденим биљкама. Током поплава пасу потопљени, подижући главу изнад воде и носећи количине јестивог биља. Водени биволи једу трску, Arundo donax, врсту Cyperaceae, Eichhornia crassipes, и Juncaceae Неке од ових биљака су од велике вредности за локално становништво. Друге, као што су E. crassipes и A. donax, представљају велики проблем у неким тропским долинама и једући их, водени биволи могу помоћи у контроли ових инвазивних биљака.
Зелена крма се широко користи за интензивну производњу млека и за тов. Многи крмни усеви се чувају као сено, плева или каша. Крмна храна укључује луцерку, листове, стабљике или обрезке банане, маниоку, крмну репу, еспарто, Leucaena leucocephala и кенаф, кукуруз, овас, Pandanus, кикирики, сирак, соју, шећерну трску, багасу и репу. Пулпа цитруса и отпаци ананаса су безбедно храњени биволима. У Египту, целе урме осушене на сунцу дају се млечним биволима у до 25% стандардне мешавине хране.

### Репродукција
Мочварни биволи углавном постају репродуктивни у старијој доби од речних раса. Млади мужјаци у Египту, Индији и Пакистану се први пут паре у доби од 3,0–3,5 године, али у Италији се могу користити већ са 2 године. Успешно понашање при парењу може се наставити све док животиња не напуни 12 година или чак више. Добар мужјак речног бивола може оплодити 100 женки годишње. Јавља се снажан сезонски утицај на парење. Топлотни стрес смањује либидо.
Иако су водени биволи полиеструсни, њихова репродуктивна ефикасност показује велике варијације током целе године. Краве показују изразиту сезонску промену у испољавању еструса, стопе зачећа и тељења. Старост при првом еструсу јуница варира између раса од 13 до 33 месеца, али парење у првом еструсу је често неплодно и обично се одлаже до 3 године. Гестација траје од 281 до 334 дана, али већина извештаја даје распон између 300 и 320 дана. Мочварни биволи носе телад једну или две недеље дуже од речних бивола. Проналажење водених бивола који настављају да добро раде и са 30 година није неуобичајено, а забележени су и примери радног века од 40 година.

## Припитомљавање и узгој
Највероватнији предак припитомљених водених бивола је дивљи водени бивол (Bubalus arnee), који је пореклом са Индијског потконтинента и тропске југоисточне Азије. Препознате су две врсте припитомљених водених бивола, на основу морфолошких и бихејвиоралних критеријума – речни биво (са западног Индијског потконтинента и западно до Леванта, Балкана и Медитерана) и мочварни бивол (који се налази у Асами и Источној Индији на западу, источно до долине Јангце у Кини, и јужно кроз Индокину и југоисточну Азију).
Верује се да су водени биволи речног и мочварног типа припитомљени независно. Резултати филогенетске студије указују на то да водени биво речног типа вероватно потиче из западне Индије и да је вероватно припитомљен пре око 6.300 година; мочварни тип потиче независно из континенталне југоисточне Азије, припитомљен је пре 3-7.000 година. Речни биволи су се распршили на запад све до Египта, јужне Европе, Леванта и региона Медитерана; мочварни биволи су се распршили у супротном смеру, ка остатку југоисточне Азије, па све до долине Јангце у Кини.
Водени биволи мочварног типа ушли су на острва југоисточне Азије пре најмање 2.500 година преко северних Филипина, где су искасапљени остаци припитомљених водених бивола пронађени са неолитског локалитета Нагсабаран (део Лал-ло и Гатаран Шел Миденса, око 2200. п. н. е. до 400. не). Они су постали преци изразито мочварног типа карабао бивола на Филипинима који су се, заузврат, проширили на Гвам, Индонезију и Малезију, између осталих мањих острва.
Данашњи речни биво је резултат сложених процеса припитомљавања који укључују више од једне мајчинске лозе и значајан проток мајчиних гена из дивљих популација након почетних догађаја припитомљавања. Познате су двадесет и две расе речних бивола, укључујући Мура, Нилирави, Сурти, Карабао, анатолске, медитеранске и египатске биволе. Кина има огроман избор генетских ресурса водених бивола, са 16 локалних раса мочварних бивола у различитим регионима.

### Генетске студије
Резултати анализе митохондријалне ДНК показују да су ова два типа припитомљена независно. Секвенцирање гена цитокрома б (CytB) Bubalus врста имплицира да водени биволи потичу из најмање две популације и да су се речни и мочварни тип диференцирали на пуном нивоу врсте. Генетска удаљеност између ова два типа је толико велика да је предложено време дивергенције од око 1,7 милиона година. Примећено је да мочварни тип има најближу везу са тамаруом на северу Филипина.
ДНК анализа остатака воденог бивола из неолита из 2008. у северној Кини (раније коришћена као доказ кинеског порекла) показала је да су то остаци изумрлог Bubalus mephistopheles и да нису генетски повезани са савременим припитомљеним воденим биволима. Друга студија из 2004. такође је закључила да су остаци од дивљих примерака. Оба указују да су водени биволи први пут припитомљени изван Кине. Анализе митохондријалне ДНК и једнонуклеотидног полиморфизма указују да су мочварни и речни биволи укрштани у Кини.
Анализа генома 91 мочварних и 30 речних бивола из 2020. године показала је да су се они одвојили већ пре доместикације, пре око 0,23 милиона година. Анализа генома воденог бивола и низијских аноа из 2021. године неочекивано је открила да је аноа грана негде између мочварних и речних бивола. Једна филипинска студија из 2023. која је користила ген CytB уместо тога открила је гранање тамаруа између њих двоје.

## Распрострањеност популација
До 2011. године глобална популација водених бивола износила је око 172 милиона. Процењена глобална популација воденог бивола је 208.098.759 јединки распоређених у 77 земаља на пет континената.

### У Азији
Више од 95,8% светске популације водених бивола држи се у Азији, укључујући речни и мочварни тип. Популација воденог бивола у Индији је 2003. бројала преко 97,9 милиона грла, што представља 56,5% светске популације. Они су првенствено речног типа, са 10 добро дефинисаних раса: биволи Бадавари, Бани, Џафарабади, Маратвади, Мехсана, Мура, Нагпури, Нили-Рави, Пандарпури, Сурти и Тода. Мочварни биволи се јављају само у малим областима у североисточној Индији и не разликују се по расама.
Године 2003, друга највећа популација је живела у Кини, са 22,76 милиона грла, сви мочварног типа, са многим расама које су држане само у низијама, а друге расе само у планинама; од 2003. године, 3,2 милиона мочварних бивола карабао је било на Филипинима, скоро 3 милиона мочварних бивола је било у Вијетнаму, а отприлике 773.000 бивола је било у Бангладешу. Око 750.000 грла је процењено у Шри Ланки 1997. године. У Јапану, водени биво се користио као домаћа животиња на острвима Рјуку или префектури Окинава, али је сада скоро изумро и углавном се користи као туристичка атракција. Према извештају из 2015. године, око 836.500 водених бивола било је у Непалу.
Водени бивол је главна млечна животиња у Пакистану, са 23,47 милиона грла у 2010. години. Од тога, 76% се држи у Панџабу. Остатак се углавном држи у провинцији Синд. Расе воденог бивола које се користе су Нили-Рави, Кунди и Ази Кели. Само у Карачију 2021. године је било више од 400.000 грла воденог бивола, који локално становништво снабдевају млечним производима и месом.
На Тајланду је број водених бивола пао са више од 3 милиона грла у 1996. на мање од 1,24 милиона грла у 2011. години. Нешто више од 75% њих држи се у североисточном региону земље. До почетка 2012. године у земљи је било мање од милион, делом као резултат илегалних пошиљки у суседне земље где су продајне цене веће него на Тајланду.
Водени биволи су такође присутни у јужном региону Ирака у Месопотамским мочварама. Исушивање Месопотамских мочвара од стране Садама Хусеина био је покушај да се југ казни за побуне у Ираку 1991. године. Након 2003. и уништења статуе на Тргу Фирдос, ова земљишта су поново поплављена, а извештај из 2007. о Мајсану и Ди Кару показује сталан пораст броја водених бивола. Извештај наводи да број грла износи 40.008 у те две провинције.

### У Европи и на Медитерану
Водени биволи су вероватно унети у Европу из Индије или других источних извора. У Италији се каже да је лонгобардски краљ Агилулф примио водене биволе око 600. године. Вероватно су то били поклони од кана Авара, туркијског номадског племена које је тада живело у близини реке Дунав. Сер Х. Џонстон је знао за крдо водених бивола које је краљ Напуља представио туниском бегу средином 19. века, које је поново попримило дивљи статус у северном Тунису.
Сви европски водени биволи су речног типа и сматра се да припадају истој раси која се зове медитерански биволи. У Италији је посебно одабран медитерански тип и назива се биволом Mediterranea Italiana да би се разликовао од других европских раса које се генетски разликују. Медитерански биволи се такође држе у Румунији, Бугарској, Грчкој, Србији, Албанији и Северној Македонији, са неколико стотина у Уједињеном Краљевству, Ирској, Немачкој, Холандији, Швајцарској и Мађарској. Међу земљама је дошло до мале размене водених бивола за узгој, тако да свака популација има своје фенотипске карактеристике и перформансе. У Бугарској су укрштани са расом индијског Мура, а у Румунији су неки укрштани са бугарским Муром. Од 2016. године, око 13.000 бивола је било у Румунији, што је мање са 289.000 у 1989. години.
Популације у Турској су анадолске расе бивола.

### У Аустралији
Између 1824. и 1849. године, мочварни биволи су уведени на Северну територију, са Тимора и Кисара и вероватно са других острва у Индонежанском архипелагу, да би обезбедили месо и кожу. Када је трећи покушај насељавања Британаца на полуострву Коборг напуштен 1849. године, биволи су пуштени. Током 1880-их, неколико речних бивола је увезено из Индије у Дарвин због млека. Водени биволи су биле главне животиње на испаши у подобалним равницама и речним сливовима између Дарвина и Арнем Ленда („Топ Енд“) од 1880-их. Они су подивљали и нанели значајну штету животној средини. Њихови једини природни предатори у Аустралији су крокодили и дингои, који могу да лове само млађе животиње. Као резултат тога, они су ловљени у Топ Енду од 1885. до 1980. године.
Почетком 1960-их, процењена популација од 150.000 до 200.000 водених бивола живела је у равницама и оближњим областима. Почетак кампање против бруцелозе и туберкулозе (BTEC) резултирао је огромним програмом уништавања ради смањења стада водених бивола на само делић броја који је постојао током 1980-их. BTEC је окончан када је Северна територија проглашена слободном од болести 1997. Бројност бивола су драматично опали као резултат кампање, али су се опоравили на око 150.000 животиња широм северне Аустралије до 2008. и на око 200.000 животиња до 2022. године. мочварни и речни биволи постоје у дивљим популацијама, али мочварни биволи су распрострањенији од речних бивола.

#### Значај за Абориџине
„Нганабару“ је реч Бинињских Кунвока за бивола, који су представљени на сликама на стенама у Џабиџбакалоју. Биволи заостали након неуспелог британског покушаја насељавања постали су претња локалним Абориџинима, пошто у то време нису имали оружје. Како су се крда ширила у Арнхем Ланд, неки локални народи су искористили прилику да лове животиње због њихове коже током 1880-их, јер они нису припадали никоме, за разлику од оваца и говеда. Индустрија наставља да пружа могућности запошљавања и прихода традиционалним власницима.

#### Користи
Током 1950-их, водени биволи су ловљени због њихове коже и меса, које се извозило и користило у локалној трговини. Крајем 1970-их, живи извоз је направљен на Кубу, а касније је настављен у друге земље. Мочварни биволи се сада укрштају са речним биволима у програмима вештачке оплодње и држе се у многим областима Аустралије. Неки од ових мелеза се користе за производњу млека. Острво Мелвил је популарна локација за лов, где постоји стална популација до 4.000 јединки. Сафари постаје се воде од Дарвина до острва Мелвил и других локација у Топ Енду, често уз коришћење водича; Бивољи рогови, који могу да мере до рекордних 3,1 m (10 ft) од врха до врха, су цењени ловачки трофеји.
Водени биволи су се извозили живи у Индонезију до 2011. године, по стопи од око 3.000 годишње. Након забране извоза уживо те године, извоз је пао на нулу и није настављен од јуна 2013. године. Том Докинс, извршни директор НТ Буфало индустријског савета, изјавио је у мају 2022. да би одстрел требало да буде последње средство, с обзиром на процват и растућу трговину живог извоза и економске користи за Абориџине. До краја 2021. године извоз говеда у Индонезију је пао на најнижи ниво од 2012. године, док је потражња за биволима расла и у Аустралији и у југоисточној Азији.

### У Јужној Америци
Водени биволи су уведени у слив реке Амазон 1895. Сада се тамо интензивно користе за производњу меса и млечних производа. У 2005. години, крдо водених бивола у бразилској Амазонији износило је отприлике 1,6 милиона грла, од којих је 460.000 било лоцирано у доњим поплавним равницама Амазона. Коришћене расе су медитерански из Италије, Мура и Џафарабади из Индије и карабао са Филипина. Званични број бразилског стада у 2019. години је 1,39 милиона грла.
Током 1970-их, мала стада су увезена у Костарику, Еквадор, Кајен, Панаму, Суринам, Гвајану и Венецуелу.
У Аргентини, многи ранчеви за дивљач узгајају водене биволе за комерцијални лов.
Друга важна стада у Јужној Америци су Колумбија (>300.000), Аргентина (>100.000) и Венецуела са непотврђеним извештајима у распону од 200 до 500 хиљада грла.

### У Северној Америци
Године 1974, четири водена бивола су увезена у Сједињене Државе са Гвама да би се проучавала на Универзитету Флорида. У фебруару 1978. стигло је прво стадо за комерцијални узгој. До 2002. године само је један комерцијални узгајивач био у Сједињеним Државама. Месо воденог бивола се увози из Аустралије. До 2011. године, водени биволи су узгајани у Гејнсвилу на Флориди од младих добијених из зоолошког врта. Користили су се првенствено за производњу меса, а често су се продавали за хамбургере. Други амерички ранчери користе их за производњу висококвалитетног моцарела сира. Водени биволи се такође држе на Карибима, посебно на Тринидаду и Тобагу и на Куби.

## Биво као домаћа животиња
Питоми водени биво је настао доместификацијом дивљег бивола, који је данас редак и угрожен и једино живи у мочварама источне Индије. Сматра се да су биволи први пут припитомљени у Кини у 4. веку п. н. е., и одатле се постепено раширили по Индији, Месопотамији и Африци.
У Европи биво има своју јединствену историју. На овај континент стигао је из Африке преко Шпаније и Грчке. Међутим, у Средњој Европи, па и на нашим просторима појавио се у 6—7. веку, посредством Авара.
О његовом значају говори да је 1697. године након битке код Сенте од Турака заплењено 12.000 волова за вучу кола, а међу њима и неколико хиљада бивола.
Данас његова светска популација износи око 150 милиона грла, традиционално са највећим бројем животиња у јужној Азији. Такође је раширена домаћа животиња и у Египту и у појединим земљама Медитерана.

## Биво у Србији и околини
[[Датотека:Messuage (salaš) in Mokrin, around 1930.jpg|лево|мини|340п|Биво на салашу у Мокрину, око 1930. године (у средини, иза говеда са великим роговима) – документарна фотографија љубазноћу ''Мокринског завичајног музеја''
На ширем подручју Србије све до краја 19. и почетка 20. века постојала је разасута популација домаћег бивола. На Балкану (бивше Југословенске републике) 2006. године бројано је око 16.000 грла. Савремена популација бивола сведена је на јужне делове (Пиротски крај, Косово и Санџак) са око 1000 грла, који припадају медитеранском типу.
На јужне крајеве Европе – па и у Србију – бивол је највероватније стигао директно са истока, док за Војводину постоје прецизнији подаци о присуству (у виду историјских записа и слика), све до модерног периода. У Панонској низији први пут се помиње у 11. веку за Ердељ, као и у дворским даровним списима краља Беле II. Сигурни подаци за Подунавље и Потисје потичу још из 16. века. У Карпатском Басену 1911. бројано је 155.192 грла. Био је омиљен нарочито на тешко проходним, блатњавим и плавним теренима, где је одлично преживљавао и био погодан за сеоски рад.
Пропаст популације наишла је након Другог светског рата, када напредак у механизацији пољопривреде више није захтевао радну снагу стоке. До између два рата, у Војводини, нарочито са обе стране Тисе још је постојала извесна популација бивола (у Банату и у Бачкој), док је данас потребна реинтродукција и потпуна реорганизација одгајивачко-селекцијског рада (непостојање узгојних књига).
У Мађарској данас, где су некада бивола звали "говедо сиромашних" чува се тек неколико крда, углавном у Националним парковима и у резерватима и они су део заштићеног генетског програма. Тако је и у Србији, где су углавном у ЗОО вртовима и резерватима природе (на пример у економији СРП Засавица).
Значајна популација преживела је и у Румунији, где се у месту Мера у округу Клуж и даље увелико узгаја. Овде је 1950. још било 1500 бивола, али је данас стадо опало на свега 140 грла. Постоји популација и у Украјини, у месту Солотвино, у Закарпатској области.
У већини земаља преживела популација бивола заштићена је законом као природна реткост. У данашњој Србији биво више практично не постоји (у централној Србији и Војводини свега стотинак грла), а нестао је и из опште свести као домаћа животиња која је овде некоћ била раширена. Томе је знатно допринело уништавање пашњака у Војводини и самим тим нестанак пашњачког сточарења. Пракса околних земаља је показала да се биво ефективно и без великих улагања може узгајати и користити у оквиру заштите природе забарених предела, где успешно сузбија неконтролисано ширећу трску и практично сам опстаје у екстензивним условима.

## Галерија
- Биволи у Камбоџи
- Биво у Индији
- Биво на Суматри у Индонезији
- Биво у Јапану
- Биволи упрегнути у колица на Филипинима 1899. године
- Биво на Тајланду
- Дете са биволом у Лаосу
- Орање са биволима на Јави